# Stanisława Wroncka
Stanisława Wroncka z Biernackich (ur. 1 maja 1866 w Lipnie, zm. 7 czerwca 1947 w Warszawie) – polska nauczycielka, działaczka społeczna, radna Radomia, członkini Zarządu Głównego Polskiej Macierzy Szkolnej, przewodnicząca Narodowej Organizacji Kobiet w Radomiu.

## Życiorys
Uzyskała wykształcenie średnie. Ukończyła także kursy pedagogiczne.  
W 1906 była współzałożycielką Stowarzyszenia Kobiet Pracujących. W 1909 była członkinią Towarzystwa Wpisów Szkolnych. W 1910 została przewodniczącą Stowarzyszenia Kobiet Pracujących. W 1913 była członkinią radomskiego oddziału Polskiego Towarzystwa Krajoznawczego. Należała do Towarzystwa Dobroczynności w Radomiu. Przed wybuchem wojny weszła w skład Komitetu Wykonawczego – organizacji koordynującej ruchy niepodległościowe.  
Po wybuchu I wojny światowej weszła w skład Komitetu Obywatelskiego w Radomiu. Działała w Polskim Komitecie Pomocy Sanitarnej. Kierowała tajnym nauczaniem w Radomiu, zaś od 1915 była organizatorką pierwszych jawnych szkół. Zorganizowała Uniwersytet Ludowy w ramach Komisji Szkolnej Ziemi Radomskiej. W 1916 zapisała się do Ligi Kobiet Polskich Pogotowia Wojennego. W 1917 została członkinią Klubu Narodowego w Radomiu. 
Od 1917 była dyrektorką Państwowego Seminarium Nauczycielskiego Żeńskiego w Radomiu. Była opiekunką szkolnego pisma „Ku Słońcu” i inicjatorką założenia zespołu muzycznego „Pieśń”. W listopadzie 1918 była organizatorką Zjednoczenia Polek w Radomiu. W wyborach do Sejmu Ustawodawczego w 1919 kandydowała z listy Narodowego Komitetu Wyborczego w okręgu radomskim. W 1919 została po raz pierwszy radną Radomia. Angażowała się w działalność Polskiego Czerwonego Krzyża. W 1923 została wybrana radną Poznania z listy nr 7 (Polski Narodowy Komitet Wyborczy). Należała do Komisji Opieki Społecznej. W 1928 była członkinią Rady Szkolnej Powiatowej w Radomiu reprezentującą nauczycieli szkół średnich. W 1930 była przewodniczącą Narodowej Organizacji Kobiet w Radomiu. Działała w ramach Polskiej Macierzy Szkolnej – była przewodniczącą jej koła na powiat radomski. W czerwcu 1932 została wybrana członkiem władz towarzystwa, gdzie reprezentowała prawicowy nurt. Pełniła także funkcję sekretarza Zarządu Głównego Polskiej Macierzy Szkolnej. Była autorką referatu pt. Macierz w służbie Polsce w latach 1907-1937 z 20 czerwca 1937
Została opisana w książce pt. Ich ślady. Kobiety w historii Radomia z 2011.

## Rodzina
Była córką Piotra Biernackiego, nauczyciela, i Jadwigi z Soleckich. Po śmierci matki ojciec ożenił się ponownie z jej siostrą Miłosławą. Kuzynem Stanisławy był Adam Karczewski, lekarz chirurg. Wyszła za mąż za Bronisława Wronckiego, agenta kolei żelaznej, z którym miała syna Jerzego Mariana, adwokata i aktora.

## Ordery i odznaczenia
- Krzyż Kawalerski Orderu Odrodzenia Polski (2 maja 1923)[30][31]
- Odznaka Honorowa Polskiego Czerwonego Krzyża III stopnia[15]